# کینگزمن: سرویس مخفی
کینگزمن: سرویس مخفی (انگلیسی: Kingsman: The Secret Service) فیلم کمدی اکشن جاسوسی سالِ ۲۰۱۴ به کارگردانی متیو وان از فیلم‌نامه‌ای نوشتهٔ جین گولدمن و وان است. این فیلم نخستین قسمت در مجموعهٔ سینمایی کینگزمن است و بر اساس کامیک بوک به همین نام اثر مارک میلار و دیو گیبونز ساخته شده‌است. داستان آن در مورد استخدام گری «اگزی» آنوین (تارون اجرتون) توسط هری هارت (کالین فرث) در یک سازمان جاسوسی مخفی به نام کینگزمن است. آن‌ها با شخصی ثروتمند و تروریست بوم‌گرد به‌نام ریچموند ولنتاین (ساموئل ال. جکسون) مقابله می‌کنند. مارک استرانگ و مایکل کین در نقش‌های مکمل حضور دارند.
کینگزمن: سرویس مخفی در ۱۳ دسامبر ۲۰۱۴ به نمایش درآمد و به‌وسیلهٔ استودیوهای قرن بیستم به‌ترتیب در ۲۹ ژانویه و ۱۳ فوریه در بریتانیا و ایالات متحده اکران شد. این فیلم نظرات عموماً مثبتی از منتقدان دریافت کرد اما برخی از سکانس‌ها به‌دلیل اغراق‌آمیز بودن مورد نقد قرار گرفت. این فیلم بیش از ۴۱۴ میلیون دلار در جهان فروش داشت و پرفروش‌ترین فیلم کارگردان شد. کینگزمن: سرویس مخفی در جوایز امپایر ۲۰۱۵ برندهٔ جایزهٔ بهترین فیلم بریتانیایی شد. دنباله‌ای تحت عنوان کینگزمن: محفل طلایی در سال ۲۰۱۷ اکران شد که متیو وان و گروه بازیگران اصلی در آن حضور داشتند. فیلمی پیش‌درآمد تحت عنوان کینگزمن نیز در سال ۲۰۲۱ اکران شد.

## داستان
داستان فیلم یک سازمان جاسوسی فوق مخفی را روایت می‌کند که در آن، مأمور مخفی کهنه‌کاری جوان غیرماهر ولی بااستعدادی را به خدمت می‌گیرد و این پسرک خیابانی را در دوره‌های آموزشی آژانس جاسوسی تربیت می‌کند ولی....

## بازیگران
- کالین فرث در نقش هری هارت
- تارن اگرتن در نقش اگزی/گری آنوین
- مایکل کین در نقش آرتور
- ساموئل ال. جکسون در نقش ریچموند والنتین
- سوفیا بوتلا در نقش گازله
- جک دونپورت در نقش لانلوت
- سوفی کوکسون در نقش رکسی
- مارک استرانگ در نقش مرلین
- سامانتا جانوس در نقش میشل یونوین،مادر اگزی
- جف بل (بازیگر) در نقش دین
- ادوارد هولکروفت در نقش چارلی هسکث
- مارک همیل در نقش میشل جیمز آرنولد
- ریچارد بریک در نقش بازپرس
- هانا آلستروم در نقش شاهزاده تاید ،گروگان ولنتاین
- ولیبور توپیچ

## تولید
در اواخر اکتبر سال ۲۰۱۲ اعلام شد که متیو وان بعد از رها کردن پروژه مردان ایکس: روزهای گذشته آینده، وقت خود را برای کتاب کمیک سرویس مخفی وفق داد. در ۲۷ مارس ۲۰۱۳، فاکس قرن بیستم اعلام کرد که ۱۴ نوامبر ۲۰۱۴، فیلم اکران و ساخت در اوت ۲۰۱۳، آغاز خواهد شد. در ۲۹ آوریل، کالین فرث به پروژه در نقش اول اضافه شد. در ۳ ژوئن ۲۰۱۳، گزارش شد که لئوناردو دی‌کاپریو به عنوان نقش منفی در فیلم در حال مذاکره بوده‌است. در ۲۰۱۳، وان، سوفی کوکسون را به عنوان نقش زن اصلی پروژه اضافه کرد و وی را به باتجربه‌های دیگری مثل اما واتسون و بلا هیتکوت ترجیح داد.